# Aleksandar Ignjovski
Aleksandar Ignjovski (cyr. Александар Игњовски; ur. 27 stycznia 1991) – serbski piłkarz pochodzenia macedońskiego grający na pozycji pomocnika. Od 2018 roku zawodnik 1. FC Magdeburg.

## Kariera
Ignjovski grał przez jeden sezon w OFK Beograd i trafił trzy gole w 23 meczach. 8 lipca 2009 roku został wypożyczony do zespołu drugiej Bundesligi, TSV 1860 Monachium. Po zakończeniu wypożyczenia powrócił do Belgradu, a następnie podpisał kontrakt z Werderem Brema. W 2014 roku przeszedł do Eintrachtu Frankfurt.